# Skeldon
Skeldon är en ort i regionen East Berbice-Corentyne i nordöstra Guyana. Orten hade 2 275 invånare vid folkräkningen 2012. Den är belägen vid Courantyneflodens mynning, cirka 58 kilometer sydost om New Amsterdam. Skeldon hör administrativt till staden Corriverton.